# Johann Sine
Johann Sine, auch Sina oder Tzine († 1467 in Lübeck) war ein deutscher Kaufmann und Ratsherr der Hansestadt Lübeck.

## Leben
Johann Sine war als Kaufmann Mitglied der Korporation der Bergenfahrer in Lübeck. Er wurde 1447 in den Lübecker Rat erwählt. In seine Amtszeit fällt die eigenmächtige Aufbringung eines englischen Kauffahrteischiffes durch die Bergenfahrer im Skagerrak, auf dem sich auch drei englische Diplomaten (der promovierte Jurist Thomas Kent und zwei Kaufleute) befanden. Die Ladung des Schiffes im Werte von 100000 Rheinischen Gulden wurde durch den dänischen König Christian I. in Kopenhagen verkauft. Die englischen Gesandten blieben zunächst in Lübecker Hand. Dieser Fall löste sowohl in der Hanse selbst wie auch international eine Krise aus. Die Hansekaufleute des Londoner Stalhofs wurden durch den englischen König Heinrich VI. arrestiert. In Testamenten Lübecker Bürger wird er mehrfach als Urkundszeuge und als Vormund aufgeführt.
1452 wurde Sine Mitglied der patrizischen Zirkelgesellschaft. 1454 lieh Sine gemeinsam mit zwei weiteren Lübecker Ratsherren dem Herzog Adolf VIII. von Schleswig-Holstein den Betrag von 3000 Mark Lübisch, damit dieser das Schloss Trittau als Pfand auslösen konnte.
Sine bewohnte bis 1454 in Lübeck das Hausgrundstück Breite Straße 48 und danach die Mengstraße 40. Seine Tochter Margarethe heiratete den späteren Lübecker Bürgermeister David Divessen.